# 1992 en science
| Années de la science : 1989 - 1990 - 1991 - 1992 - 1993 - 1994 - 1995    |
| Décennies de la science : 1960 - 1970 - 1980 - 1990 - 2000 - 2010 - 2020 |

Cet article présente les faits marquants de l'année 1992 en science.

## Évènements
- 9 janvier : Aleksander Wolszczan et D.A. Frail annoncent la découvertes des premières exoplanètes gravitant autour d'un pulsar[1].

- 24 mars-2 avril : Dirk Frimout est le premier belge à aller dans l'espace[2].
- 3 - 14 juin : le sommet de la Terre se tient à Rio de Janeiro au Brésil[3].
- 8 octobre : la sonde Pioneer 12 se consume lors de son entrée dans l'atmosphère vénusienne[4].
- 31 octobre : les résultats de la commission d'étude sur la controverse ptoléméo-copernicienne des XVIe et XVIIe siècles sont présentés par le cardinal Paul Poupard. Jean-Paul II fait un discours devant l'Académie pontificale des sciences pour rendre hommage à Galilée et reconnaître les erreurs commises par la plupart des théologiens au XVIIe siècle dans la condamnation de Galilée (voir repentance de l'Église)[5].
- Novembre : lors d'un dépistage des gènes impliqués dans l'apoptose, Yasumasa Ishida, Tasuku Honjo et leurs collègues de l'université de Kyoto ont découvert et nommé la protéine PD-1, protéine de la mort cellulaire programmée[6].

## Publications
- Gerald Edelman : Bright Air, Brilliant Fire: On the Matter of the Mind (Basic Books, 1992, Reprint édition 1993).  (ISBN 978-0-465-00764-6)
- Karl Popper : The Lesson of this Century, (Interview avec Giancarlo Bosetti), 1992,  (ISBN 978-0-415-12958-9) (La Leçon de ce siècle, 1993)

## Prix
- Prix Nobel

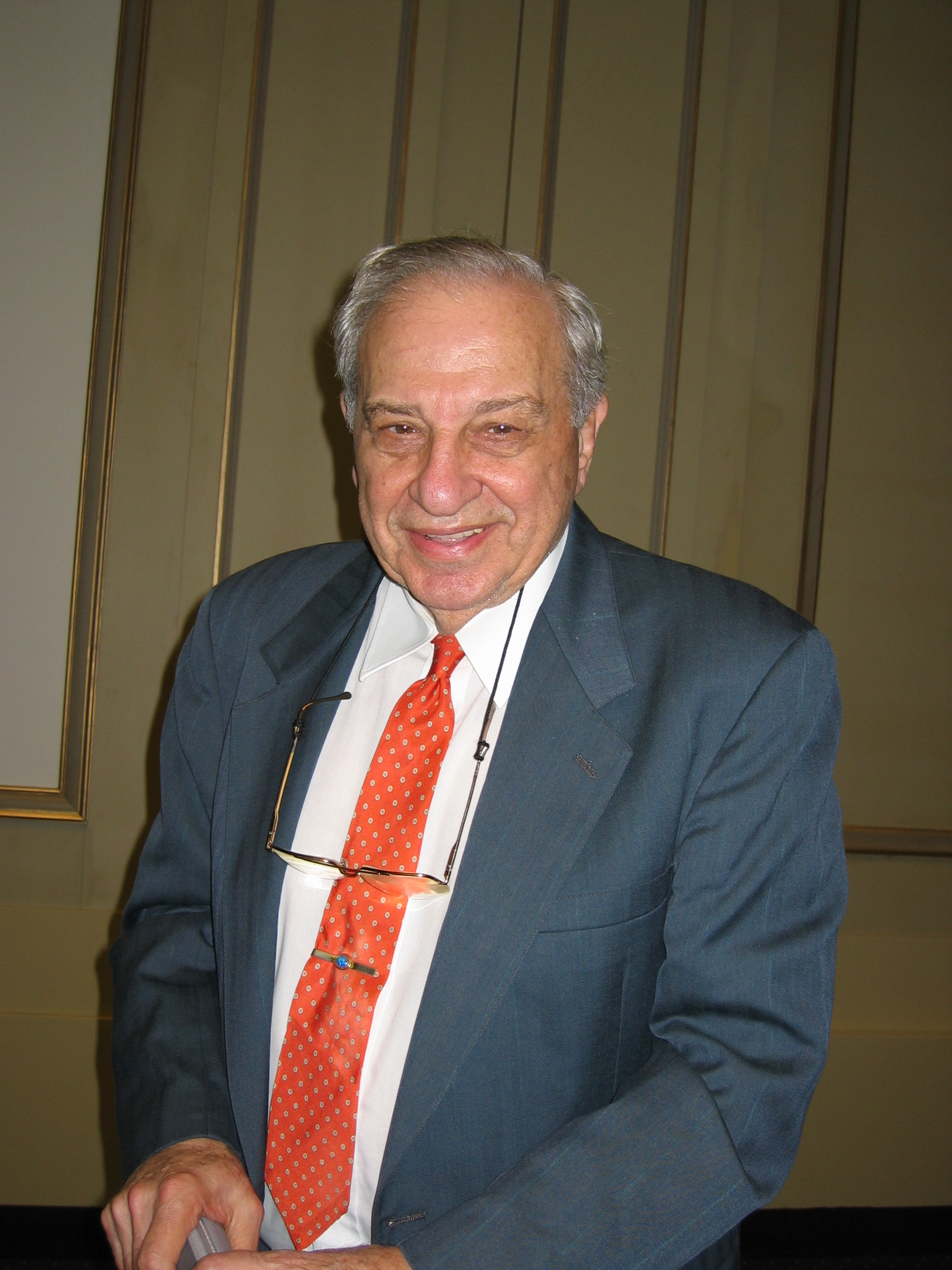
Rudolph A. Marcus.

  - Prix Nobel de physiologie ou médecine : Edmond H. Fischer et Edwin G. Krebs
  - Prix Nobel de physique : Georges Charpak
  - Prix Nobel de chimie : Rudolph A. Marcus

- Prix Lasker
  - Prix Albert-Lasker pour la recherche médicale fondamentale : non attribué
  - Prix Albert-Lasker pour la recherche médicale clinique : non attribué

- Médailles de la Royal Society
  - Médaille Buchanan : D.P. Burkitt
  - Médaille Copley : George Porter
  - Médaille Darwin : Motoo Kimura
  - Médaille Davy : Alan Carrington
  - Médaille Hughes : Michael John Seaton
  - Médaille royale : David Tabor, Michael Anthony Epstein, Simon Kirwan Donaldson
  - Médaille Rumford : Harold Neville Vazeille Temperley

- Médailles de la Geological Society of London
  - Médaille Lyell : Alfred G. Fischer
  - Médaille Murchison : Ian William Drummond Dalziel
  - Médaille Wollaston : Martin Bott

- Prix Jules-Janssen (astronomie) : Luboš Perek
- Prix Turing en informatique : Butler Lampson
- Médaille Bruce (Astronomie) : Maarten Schmidt
- Médaille Linnéenne : Richard Evans Schultes et Stephen Jay Gould
- Médaille d'or du CNRS : Jean-Pierre Changeux

## Décès

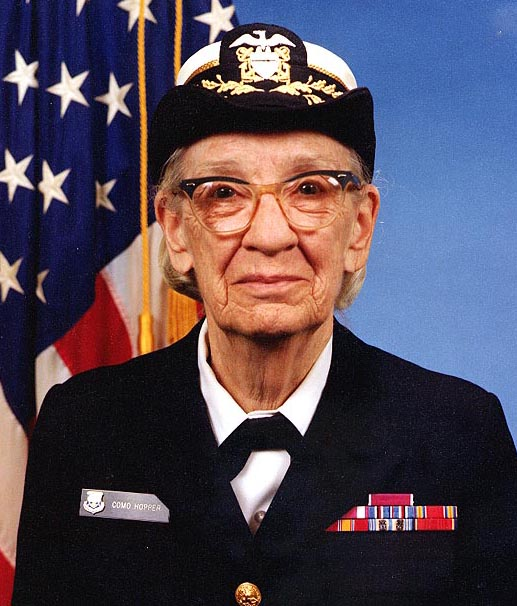
Grace Hopper en 1984.

- 1er janvier : Grace Hopper (née en 1906), informaticienne et amiral de la marine américaine.
- 2 janvier : Ignacio Bernal (né en 1910), anthropologue et archéologue mexicain.
- 7 janvier : Kenneth Emory (né en 1897), anthropologue américain.
- 20 janvier : Jean-Pierre Lecocq (né en 1947), scientifique et entrepreneur belge.
- 22 janvier : Luis de Albuquerque (né en 1917), mathématicien et géographe portugais.
- 16 février : Herman Wold (né en 1908), statisticien suédois.
- 18 février : Sylvain Arend (né en 1902), astronome belge.

- 13 mars : Osvaldo Alfredo Reig (né en 1929), paléontologue et herpétologiste argentin.
- 22 mars : Arthur Cronquist (né en 1919), botaniste américain.
- 27 mars : James E. Webb (né en 1906), administrateur de la NASA de 1961 à 1968.
- 10 avril : Peter Mitchell (né en 1920), chimiste anglais, prix Nobel de chimie en 1978.

- 7 mai : Amy Jacot Guillarmod (née en 1911), botaniste sud-africaine.

- 7 juin : Nicolas Menchikoff (né en 1900), géologue franco-russe.
- 12 juin : Edgar Bright Wilson Jr. (né en 1908), chercheur et professeur de chimie américain.
- 15 juin : Kinji Imanishi (né en 1902), écologue et anthropologue japonais.
- 19 juillet : Allen Newell (né en 1927), chercheur en informatique et en psychologie cognitive.
- 25 octobre : Jean Gabus (né en 1908), écrivain, ethnologue et muséologue suisse.
- 26 octobre : Jean-Christian Spahni (né en 1923), ethnologue et archéologue suisse.

- 5 novembre : Jan Oort (né en 1900), astronome néerlandais.
- 24 novembre : Rosalind Tanner (née en 1900), mathématicienne et historienne des mathématiques britannique.
- 26 décembre : John George Kemeny (né en 1926), mathématicien américain. Il a développé le langage de programmation BASIC.